# Lijst van burgemeesters van Bergeijk
Dit is een lijst van burgemeesters van de Nederlandse gemeente Bergeijk in de provincie Noord-Brabant. Tot 25 september 1998 heette de gemeente officieel 'Bergeyk'.
| Ambtsperiode        | Naam burgemeester                 | Partij of stroming | Bijzonderheden                                                                         |
| ------------------- | --------------------------------- | ------------------ | -------------------------------------------------------------------------------------- |
| 1811 - 1815         | Joannes (Jan) Roest               |                    | maire 1811-1813, overleed 1815                                                         |
| 1815 - 1832         | Antonie van Galen                 |                    | In (een deel van?) dezelfde periode tevens burgemeester van Westerhoven                |
| 1832 - 1848         | T. Maas                           |                    |                                                                                        |
| 1849 - 1894         | Petrus Josephus Aarts             |                    | overleed 1894                                                                          |
| 1894 - 1930         | P.J.G. Aarts                      |                    | tevens burgemeester van Luyksgestel (1925-1937)                                        |
| 1930 - 1941         | J.M.H. Klardie                    |                    | tevens burgemeester van Luyksgestel (1937-1941), later burgemeester van Gilze en Rijen |
| 1941 - 1944         | M.Ch.O.M.R. (Marcel) Magnée       |                    | tevens burgemeester van Luyksgestel                                                    |
| 1946 - 1960         | J.A. Linders                      |                    | tevens burgemeester van Luyksgestel; eerder burgemeester van Berghem                   |
| 1961 - 1985         | J.H.Th.M.Th. (Joan) Schaepman     | KVP                |                                                                                        |
| 1985 - 1995         | A.A.J. (Ad) van Poppel            | CDA                |                                                                                        |
| 1995 - 1997?        | M.G.M. van Berckel                | CDA                | waarnemend                                                                             |
| 1997 - 2002         | Inge Bakker-van Assen             | VVD                |                                                                                        |
| 2002                | J.W. (Joke) Kersten               | PvdA               | waarnemend                                                                             |
| 2002 - 2007         | A.H.M. (Arno) Verhoeven           | PvdA               |                                                                                        |
| 2007 - 2008         | W.C. (Wim) Luijendijk             | PvdA               | waarnemend                                                                             |
| 2008 - dec. 2015    | H.G.M. (Driek) van de Vondervoort | CDA                |                                                                                        |
| 2 jan. 2016 - heden | Arinda Callewaert                 | CDA                | [ 2 ]                                                                                  |